# Hapalothrix
Genre
Hapalothrix est un genre d'insectes diptères nématocères de la famille des Blephariceridae.

## Liste d'espèces
Selon BioLib (6 avril 2019) :
- Hapalothrix lugubris Loew, 1876